# Villar del Pedroso
Villar del Pedroso település Spanyolországban, Cáceres tartományban. Villar del Pedroso Guadalupe, Alía, Mohedas de la Jara, Carrascalejo, Aldeanueva de San Bartolomé, La Estrella, Navalmoralejo, Azután, Alcolea de Tajo, El Puente del Arzobispo, Torrico, Valdeverdeja, Valdelacasa de Tajo, Castañar de Ibor, Navalvillar de Ibor és Navezuelas községekkel határos. Lakosainak száma 556 fő (2024).

## Népesség
A település népessége az elmúlt években az alábbi módon változott:
| Lakosok száma | 791  | 765  | 699  | 673  | 679  | 639  | 636  | 599  | 560  | 556  |
|               | 2001 | 2004 | 2006 | 2009 | 2011 | 2014 | 2016 | 2019 | 2021 | 2024 |